# 正式
| ウィキペディアには「正式」という見出しの百科事典記事はありません（タイトルに「正式」を含むページの一覧/「正式」で始まるページの一覧）。 代わりにウィクショナリーのページ「正式」が役に立つかもしれません。 |